# Clifford le gros chien rouge
Pour les articles homonymes, voir Clifford.
Clifford le gros chien rouge (Clifford the Big Red Dog) est une série télévisée d'animation américano-britannique pour la jeunesse en 65 épisodes de 30 minutes (2 segments par épisode) basée sur la série de livres homonyme de Norman Bridwell, produite par les studios Scholastic et diffusée du 4 septembre 2000 au 25 février 2003 sur PBS Kids.
En France, elle a été diffusée en 2000 sur TiJi puis rediffusée sur France 5 dans Debout les Zouzous et Playhouse Disney, puis sur France 5 dans Zouzous.
Une préquelle intitulée Bébé Clifford, diffusée sur les mêmes chaînes, est diffusée trois ans après.
Une nouvelle série, Clifford the Big Red Dog (en), est diffusée entre 2019 et 2021 aux États-Unis.

## Synopsis
Les aventures de Clifford, un chien pas comme les autres et de sa maîtresse Emily. Clifford va susciter beaucoup d'interrogations et d'inquiétude. Chien peu commun, puisque rouge et de très grande taille, Clifford ne passe pas inaperçu. Toujours prêt à rendre service, généreux et très ingénieux, Clifford va vite devenir la mascotte de la ville.

## Personnages

### Clifford et Emily Elizabeth Howard
Clifford : est un gros chien rouge d'Emily, il est toujours prêt à aider ses amis ainsi que sa propriétaire Emily.
Elizabeth « Emily » Howard : est la propriétaire de Clifford, elle est une petite fille âgée de huit ans, elle est blonde. Emily porte généralement un uniforme scolaire composé d'une chemise rose à manches longues avec une jupe noire, des chaussettes hautes à rayures noires et roses et des chaussures d'école noires. En été, elle porte un t-shirt léger papillon, un short blanc et des sandales. Dans le film et la version de Noël, les choses noires de sa tenue sont violettes. Dans Clifford et Elizabeth, elle porte une chemise boutonnée violette à manches courtes, une ceinture marron, un short en jean beige, des chaussettes blanches et des bottes de randonnée marron. Parfois, si elle est près de l'océan, à la piscine ou si elle donne un bain à Clifford, elle porte souvent un maillot de bain bleu et blanc. 

### Personnages principaux
- Nonos : est un chien jaune.
- Cléo : est une chienne violette.
- Mac : est un chien bleu.

## Personnages secondaires
- M. Howard : est le père d'Emily.
- Mme Howard : est la mère d'Emily.
- La Maîtresse : est la maîtresse d’Emily.

## Distribution

### Voix originales
- John Ritter : Clifford (en)
- Grey DeLisle : Emilie Howard, Mme Caroline Howard et Mme Carrington
- Cree Summer : Cleo et Mme Diller
- Kel Mitchell : T-Bone (Nonoss en VF)
- Kenan Thompson : Hamburger
- Cam Clarke : K. C., Mac et M. Mark Howard
- Tyisha Hampton : Mimi
- Susan Blu : Billy
- Debi Derryberry : Betty, Cosmo Handover et Bob
- Frank Welker : Gordo, Boomer, Rex et Manny
- Henry Winkler : Artie
- Gary LeRoi Gray (en) : Charlie
- Ulysses Cuadra (en) : Vaz
- Susan Blu : Dan et Billy
- Kath Soucie : Clara Handover, Mme Handover et Mary
- Nick Jameson : Sherif Lewis
- Earl Boen : Horace Bleakman
- Edie McClurg : Violet Bleakman
- Haunani Minn : Dr Dihn et Naomi Lee
- Terrence C. Carson (en) : Samuel et le chef Campbell
- Elizabeth Daily : Laura Howard
- Kevin Michael Richardson : Bruno, jeune
- Tony Plana : Victor et Pedro
- Gabrielle Carteris : Kiki
- María Canals Barrera : Tonya
- Frankie Muniz : Chihuahua

### Voix françaises
- Philippe Roullier : Clifford
- Nathalie Bleynie : Émilie Howard
- Pascale Chemin : Charlie
- Bruno Magne : Nonoss
- Brigitte Aubry : Cléo

 Source et légende : version française (VF) sur RS Doublage

## Épisodes

### Première saison (2000-2001)
1. Mon Meilleur Ami / Cléo n'est pas Prêteuse (My Best Friend / Cleo's Fair Share)
2. Mission de Confiance / Dans le Brouillard (Special Delivery / A Ferry Tale)
3. L'oiseau Tombé du Nid / Un Petit Coin de Paradis (And Birdy Makes Three / Home Is Where the Fun Is)
4. Clifford et la Fête Forraine / Clifford Retrouve son Grand Copain (Clifford's Carnival / Clifford's Doggy Reunion)
5. La Grande Course / Mal au Ventre (The Great Race / Tummy Trouble)
6. Rencontre Avec Cléo / Le Faux Ami (Cleo Comes to Town / False Friends)
7. Clifford et les Haricots Magiques / Une Crise de Gratouille (Clifford and the Beanstalk / An Itchy Patch)
8. Un Nouvel Ami / La Tempête (A New Friend / Stormy Weather)
9. Les Rois du Cirque / Panique sur Scène (Circus Stars / Limelight Fright)
10. Le Voleur Avait des Ailes / La Plus Belle Des Fêtes (To Catch a Bird / The Best Party Ever)
11. Mac Reviens ! / Même Pas Peur (Come Back, Mac / Boo!)
12. Clifford, Le Petit Chien Rouge / Bienvenue Sur L'île de Birdwell (Little Clifford / Welcome to Birdwell Island)
13. Un Cas de Conscience / Cléo Et Le Putois (Doing the Right Thing / The Dog Who Cried Woof)
14. Feuille d'Absence / Personne n'est Parfait (Leaf of Absence / Nobody's Perfect)
15. Le Chouchou de la Maîtresse / Le Citoyen de l'Année (Teacher's Pet / Islander of the Year)
16. L'Anniversaire Surprise / De Bruit Et De Terreur (Clifford's Big Surprise / The Ears Have It)
17. Féroce Mais Pas Trop / Des Étoiles Plein les Yeux (Tough Enough / Stars in Your Eyes)
18. Le Club des Chiens / Interdit aux Chiens (Mac's Secret Dog Club / The Dog Park)
19. C'est Pas Beau d'Être Cabot / Esprit d'Équipe (Fluffed Up Cleo / Team Spirit)
20. La Grande Parade / Suivez le Guide (Clifford on Parade / Follow the Leader)
21. Au Revoir Nonos / Entre Chien Et Chat (Good-Bye T-Bone / The Truth About Dogs and Cats)
22. Nuit À La Belle Étoile / Un Après Midi De Chien (The Big Sleepover / Dog for a Day)
23. Un Toutou Qui A Du Chien / Clifford Au Grand Cœur (T-Bone, Dog About Town / Clifford's Big Heart)
24. Moi ? Jalouse ! / Un Lapin Farceur (Who Me, Jealous? / A Bunny in a Haystack)
25. L'Habit Ne Fait Pas Le Chien / La Folie Des Grandeurs (Clothes Don't Make the Dog / Short-Changed)
26. L'Escroc De La Croquette / Une Vague De Glace (The Kibble Crook / Screaming for Ice Cream)
27. L'Arrivée de Clifford / Bon Rétablissement (New Dog in Town / Get Well)
28. Dur Dur D'être Un Babysitter / Drôle De Samedi (Babysitter Blues / Saturday Morning)
29. L'Empreinte / Bob La Terreur (Best Paw Forward / Then Came Bob)
30. Amis pour la Vie / Un Grand Jour Pour M. Ronchon (Friends, Morning, Noon, and Night / Mr. Bleakman's Special Day)
31. Le Jardin Canin / Le Trésor du Capitaine Birdwell (Doggie Garden / Captain Birdwell's Treasure)
32. La Niche De Clifford ! / Des Promesses, Toujours Des Promesses (Welcome To The Doghouse / Promises, Promises)
33. Clifford a le hoquet / Mais c'est ma Fête ! (Clifford's Hiccups / It's My Party)
34. Ménage de Printemps / Lorsque l'Enfant Parait (Clifford Cleans His Room / Baby Makes Four)
35. Une Histoire à Dormir Debout / Journaux à Gogo (Jetta's Tall Tale / The Big Fetch)
36. M. Ronchon Se Déride / Le Plus Beau Des Cadeaux (Potluck Party Pooper / The Best Gift)
37. Les Amis sont les Amis / La Pluie et le Bon Temps (Two's Company / Fair Weather Friend)
38. Le Jour de Chamboule Tout / Clifford à l'École du Chic (Topsy Turvy Day / Clifford's Charm School)
39. Pardonner et Oublier / Mimi est de Retour en Ville (Forgive and Forget / Mimi's Back in Town)
40. Le Doudou / Diplo Cliffordocus (Blanket Blues / Dino Clifford)

### Deuxième saison (2002-2003)
1. Faits d'Hiver / Jour de Fête (That's Snow Lie / A Friend in Need)
2. Courrier des Fans / Bravo Cléo (Fan Mail / Hooray for Cleo)
3. Une Peur Monstre / Clara et le Phare (Nothing to Fur But Fur Itself / Jetta's Project)
4. Mauvaises Fréquentations / Bon Voisinage (Stinky Friends / He's Wonderful Mr. Bleakman)
5. Il y a de la Magie Dans l'Air / A la Recherche du Point Gratouille (Magic in the Air / Everyone Loves Clifford)
6. Un Chiot Nommé Clifford / Le Pull Rose (Clifford Grows Up / Jetta's Sweater)
7. Brave Nonos / La Surprise de Cléo (Big Hearted T-Bone / Cleo's Valentine Surprise)
8. Situations Embarrassantes / Le Porte-Bonheur (Embarrassing Moments / Lucky Charm)
9. La Princesse Cléo / Un Match Pas Comme Les Autres (Princess Cleo / Basketball Stories)
10. L'Inspecteur a du Flair / Camping Pour Tous (Doggie Detectives / Camping it Up)
11. Quand Cléo Se Gratte / L'Heure Du Conte (Cleo Gets a Cone / A Job Well Read)
12. Quand Je Serai Grand / Pas Maintenant, Je Suis Occupé (When I Grow Up / Not Now, I'm Busy)
13. Nonos Est Unique / Le Journal de Clara (Special T-Bone / Jetta's Sneak Peek)
14. Intoxication à la Chaîne / Cybo le Cyber-Chien (Vaz Goes Down the Tubes / Cyber Puppy Problems)
15. Un Beau Désordre / Roi Mac (Another Fine Mess / King Mac)
16. Qui a Touché à Mon Os ? / Clifford, Roi des Pirates (Who Moved My Bone? / Clifford the Pirate King)
17. La Tentation de Clifford / L'Amie de Clara (Clifford's Cookie Craving / Jetta's Friend)
18. La Leçon de Pêche / Cléo Fait  la Grève du Bain (Fishing Lessons / No Baths For Cleo
19. Des Torrents d'Imagination / La Grande Panne (Flood of Imagination / Lights Out!)
20. Un Bon Coup de Main / Des Chatons Très Turbulents Un Sacré Chenapan /  La Nouvelle Institutrice (A Big Help / The Trouble With Kittens)
21. Un Sacré Chenapan / La Nouvelle Institutrice (Led Astray / Wedding Bell Blues)
22. Croquettes pour Penser et se Dépenser / Amis Matin, Midi Et Soir (Food For Thought / Friends Forever)
23. Un Bain de Couleurs / Marie a le Trac (Tie-Dye Clifford / Stage Struck)
24. Bêtes de Scène / Devine Qui Arrive Par le Ferry ? (Doghouse Rock / Guess Who's Coming to Birdwell)
25. Un Gros Petit Chien / Apprenons à Nous Connaître (Little Big Pup / Getting To Know You)

## Commentaires
La série prend fin avec le film Clifford's Really Big Movie sorti en 2004, à la suite du décès de John Ritter qui prête sa voix au chien.